# Hôpital de la Salpêtrière

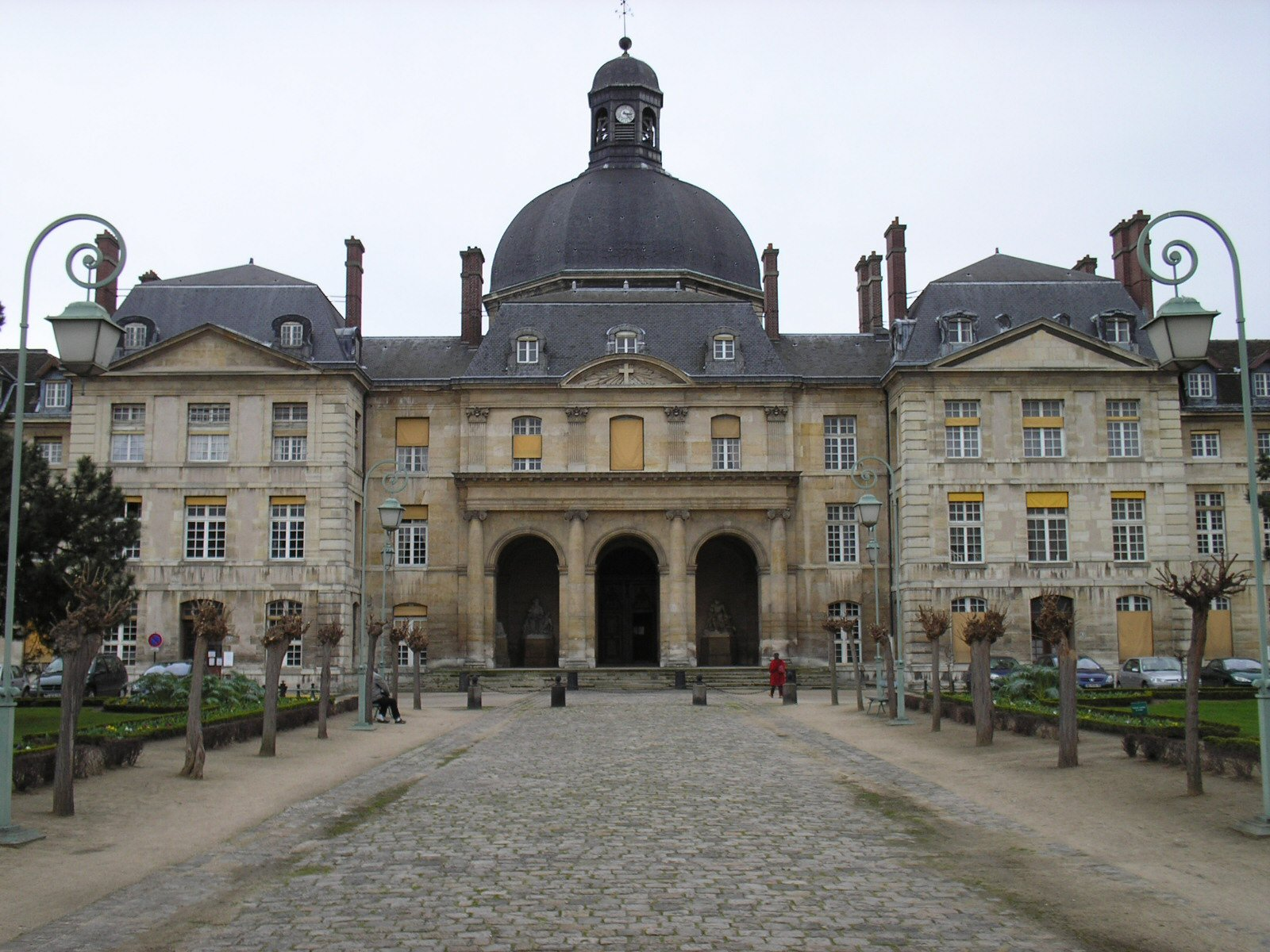
Hlavní vstup do nemocnice

Hôpital de la Salpêtrière je veřejná fakultní nemocnice v Paříži, která leží ve 13. obvodu. Barokní stavba je od roku 1976 chráněna jako historická památka.

## Historie
Název je odvozen od slova salpêtre (ledek) podle bývalého vojenského arzenálu z roku 1636, kde se vyráběl střelný prach pomocí ledku. Arzenál byl po 15 letech uzavřen.
V roce 1656 král Ludvík XIV. založil zařízení sloužící ke koncentraci duševně chorých v Paříži, nikoliv k jejich léčení. Hôpital Pitié pro děti, Bicêtre pro muže a Salpêtrière byla určena pro ženy. V roce 1662 byla bývalá vojenská zbrojnice přestavěna a rozšířena. V roce 1684 zde přibylo vězení pro ženy.
Před Francouzskou revolucí byla Salpêtrière především velkým vězením. Nemocní byli posíláni do nemocnice Hôtel-Dieu na ostrově Cité.
V 19. století se Salpêtrière přeměnila na klasický ústav pro choromyslné ženy. V letech 1882-1892 zde bylo spolu s Nancy hlavní centrum hypnózy ve Francii. V roce 1921 byla specializace na duševně choré pacientky opuštěna a Salpêtrière se stala klasickou nemocnicí.
V roce 1911 byla do sousedství přeložena nemocnice Pitié. Oba ústavy byly sloučeny do jedné instituce v roce 1964.
Z významných lékařů v nemocnici působili např. Philippe Pinel, Jean-Martin Charcot nebo Sigmund Freud.
Působil zde také vědecký fotograf Albert Londe, který se věnoval chronofotografii. V roce 1882 Londe vymyslel systém na snímání fyzických a svalových pohybů pacientů, včetně epileptických záchvatů. Dosáhl tohoto tím, že používal fotoaparát s devíti objektivy, které byly spouštěny elektromagnetickou energií a s využitím metronomu, který mu umožnil postupně otevírat závěrky. Tímto způsobem pořizoval fotografie na skleněné desky v rychlém sledu, zaznamenával například snímky pro lékařské studie svalového pohybu u subjektů vykonávajících nejrůznější činnosti, od „laní chůze“ až po kovářství.
Nemocnice slouží lékařské fakultě Univerzity Pierre-et-Marie-Curie. V nemocnici je Institut du cerveau et de la moelle épinière.